# Huangqi, Fujian
Huangqi (kinesiska: 黄岐) är en köping i sydöstra Kina. Den ligger i Lianjiang härad i provinshuvudstaden Fuzhou i provinsen Fujian, omkring 64 kilometer nordost om centrala Fuzhou. Antalet invånare är 23 368. Befolkningen består av 11 212 kvinnor och 12 156 män. Barn under 15 år utgör 16,0 %, vuxna 15-64 år 76 %, och äldre över 65 år 7,0 %.